# Électrométhanogénèse
L'électrométhanogénèse est une forme de production d'électrocarburant où le méthane est produit par conversion biologique directe du courant électrique et du dioxyde de carbone,,,.    
Les techniques de production de méthane ont suscité l'intérêt de la communauté scientifique dès le XXe siècle, mais l'électrométhanogénèse n'est devenue un domaine d'intérêt important qu'à partir de 2008. Les publications concernant la méthanation catalytique sont passées de 44 à plus de 130 depuis 2008. L'électrométhanogénèse a suscité plus de recherches en raison de ses applications proposées. La production de méthane à partir de courant électrique peut fournir une approche au stockage d'énergie renouvelable,. Le courant électrique produit à partir de sources d'énergie renouvelables peut, par électrométhanogénèse, être converti en méthane qui peut ensuite être utilisé comme biocarburant,. Il peut également constituer avantageusement une méthode pour la capture du dioxyde de carbone qui peut être utilisé pour la purification de l'air. 
Dans la nature, la formation de méthane se produit de manière biotique et abiotique,,. Le méthane abiogène est produit à plus petite échelle et les réactions chimiques requises ne nécessitent pas de matières organiques. Le méthane biogénique est produit dans des environnements naturels anaérobies et se forme dans la décomposition de matières organiques par des microbes ou des micro-organismes,. Les chercheurs ont découvert que le processus de production de méthane biogénique peut être reproduit dans un environnement de laboratoire par électrométhanogénèse,. 
La réduction du CO2 dans l'électrométhanogénèse est facilitée par un courant électrique au niveau d'une biocathode (voir plus loin) dans une cellule d'électrolyse microbienne (ou MEC) à l'aide de microorganismes et d'électrons, ce qui donne : 
CO2 + 8H+ + 8e− ↔ CH4 + 2H2O
ou à l'aide d'hydrogène produit de manière abiotique,,, :
CO2 + 4H2 ↔ CH4 + 2H2O

## Biocathode
Une biocathode est une cathode utilisée dans une cellule d'électrolyse microbienne pendant l'électrométhanogénèse qui utilise des micro-organismes pour catalyser le processus d'acceptation des électrons et des protons de l'anode. Une biocathode est généralement constituée d'un matériau bon marché, tel que le carbone ou le graphite, comme l'anode du MEC. La population microbienne qui est placée sur la biocathode doit être capable de capter les électrons du matériau de l'électrode (carbone ou graphite) et de convertir ces électrons en hydrogène,. 

## Mécanisme

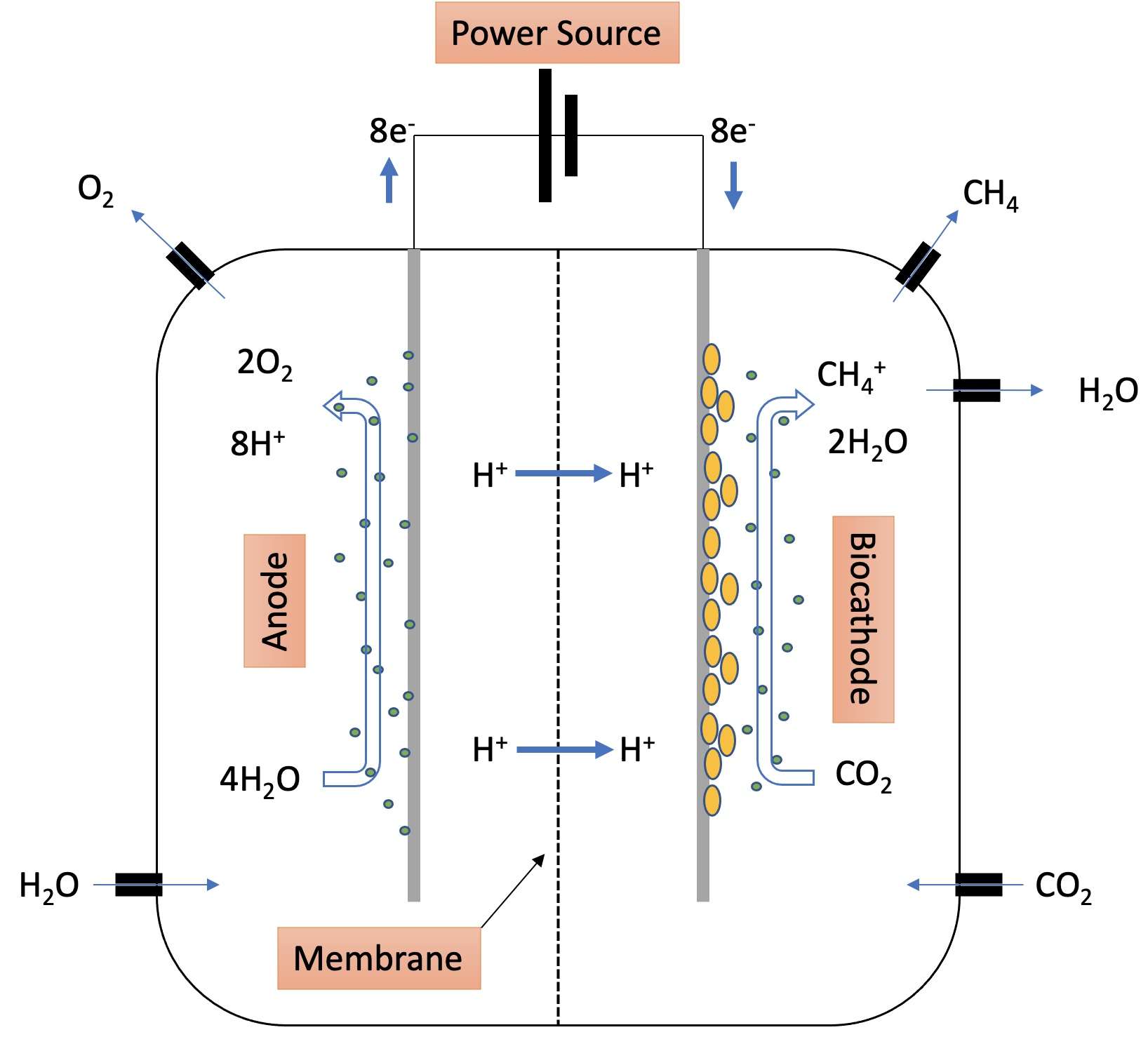
Figure 1 : Exemple d'un système de production de méthane à deux chambres où se déroule l'électrométhanogénèse.

Le mécanisme de l'électrométhanogénèse est décrit dans la figure 1. L'eau est introduite dans le système autour de l'anode, la biocathode et les microbes. Sur l'anode, les microbes attirent les molécules d'H2O qui sont ensuite oxydées quand le courant électrique passe. L'oxygène y est libéré. Les protons et les électrons oxydés de l'H2O traversent la membrane où ils pénètrent dans le matériau qui constitue la biocathode. Le type de microorganisme tapissant la biocathode a la capacité de transférer les nouveaux électrons du corps de la biocathode et de les convertir en protons. Ces protons sont ensuite utilisés dans la voie principale qui entraîne la production de méthane par électrométhanogénèse, la réduction du CO2 qui est amené du côté biocathode du système où il est réduit par les protons produits par les micro-organismes pour donner du H2O et du méthane (CH4+). Le méthane produit peut ensuite être libéré du côté biocathode et stocké,,,.

## Limites
Une limite importante est la perte d'énergie dans les systèmes bioélectrochimiques producteurs de méthane. Cela se produit en raison de surtensions se produisant au niveau de l'anode, de la membrane et de la biocathode. La perte d'énergie réduit considérablement l'efficacité,,. La biocathode est aussi facteur de limitation, parce qu'elle est si importante dans l'échange d'électrons et la formation de méthane, sa composition peut avoir un effet déterminant sur l'efficacité de la réaction,. Des efforts sont déployés pour améliorer les biocathodes utilisées dans l'électrométhanogénèse en combinant des matériaux nouveaux et existants, en remodelant les designs ou en appliquant différents « prétraitements » à la surface de la biocathode, augmentant ainsi la biocompatibilité,.

## Voir également
- Réacteur bioélectrochimique
- Conversion d'énergie électrochimique
- Génie électrochimique
- Réduction électrochimique du dioxyde de carbone
- Électrohydrogénèse
- Pile à bactéries
- Photoélectrolyse
- Réaction de Sabatier